# 浮浪人帳
浮浪人帳（ふろうにんちょう）とは、日本の律令制において、本貫を不法に離脱している人々を所在地において「浮浪人」として掌握・登録するために作成した帳簿。

## 概要
『類聚三代格』に所収の（もと『弘仁格』所載）延暦16年8月3日（797年8月29日）付の太政官符（『類聚国史』第七十九に対応記事あり）が初出であるが、これは「浮浪帳」という語句の初出であり、同様の趣旨の命令は80年以上前の霊亀元年（715年）に逗留3ヶ月以上の浮浪人に対して、本籍地に加えて、現地でも庸と調を納めさせることを命じており、その頃から浮浪人の把握のための帳簿作成が実施されていたと考えられている。養老５年には、本人の希望により本籍地か現地のどちらかの戸籍に付し、どちらかで庸と調を納めさせることしたが、天平8年（736年）には再び、本籍地に帰還しようとしない者は、現地で名簿を作成して現地の国郡司が把握し、本籍地とともにそちらでも庸と調を全納させることとした。この時期には「浮浪人帳」という名称が無かったとしても、それに相当するものは存在していたと考えられる。
元来、律令法（戸令）では、浮浪人は本貫に送還するか、全戸逃亡の場合は３年、戸口の場合は６年たったら、現地の戸籍に編入する方針が採られていたが、この方針が修正されて、６年を経ても浮浪人を現地で別途掌握して、課役を確実に徴収する方針に変化していったことを示している。実際、正倉院文書の紙背に現存している、神亀３年・天平５年の京畿計帳では、18年ないし25年間の逃亡記載がみられる。当然のことながら、これを本来の方式に戻そうとする動きもあり、前述の養老５年や宝亀11年（780年）には戸令の規定に戻ったが、延暦4年（785年）には再び、「（宝亀11年の）編附の格を停め、天平八年二月廿五日格に依れ」と、浮浪人帳方式となった。前述の延暦16年の太政官符は諸国の国司や郡司に対して毎年の浮浪人帳の作成を命じたものであり、これは本来課役を忌避する非合法的存在である浮浪人の現状を肯定・違法性を問わない代わりに、庸・調を確実に納めさせること、同時に皇親・貴族・寺社などの荘園に寄住する浮浪人が主人の後ろ盾によって庸・調を免れる事態を防止しようとしたためであったと考えられている。
天平６年出雲国計会帳には、正月７日の「移壱道」に「浮浪人状」、7月５日の「移弐道」に「浮浪人物部首石足掩捕正身送来状」とみえ、養老５年格の「如し過ちを悔い帰らんと欲する者あらば、本土に遞送」の様子がうかがえる。伊勢国計会帳にも「齎遠江国浮浪人従尾張国来使返抄一紙」「令齎遠江国浮浪人遣伊賀国遊牒一紙」とあり、この時期のものと考えられる（少目大倭生羽が平城京出土文書函の蓋（天平８年習書に再利用）の墨書にみえる）。

『政事要略』には大帳の枝文として「浮浪人帳」、調帳の枝文として「浮浪帳」が載せられている。前述の天平8年格に「宜しく編附を停めて、直ちに名簿に録し」あるものと、霊亀元年格に「国・郡・姓名を記し、調使に附けて申し送れ」とあるものに当たろう。浮浪人の名簿と浮浪人の負担に関する帳簿が別箇に存在したとみられている。平安時代中期に公地公民制が崩壊して現地住民・浮浪人を問わず、現実に現地に住む人を把握する方針（「不論土人浪人」）へと転換していくと、浮浪人のために特別な帳簿を作る必要性が薄れていったとみられている。『延喜式』主計上に、近江・播磨・紀伊の浮浪人の調庸の規定が遺存している。